# Revue des études slaves
Revue des études slaves (RES; «Журнал славянских исследований», «Журнал исследований по славистике») — ежеквартальный научный журнал исследований по славистике, выходит с 1921 года (с перерывом в 1969—1976 годах). Издаётся совместно Центром славянских исследований в Париже и Институтом славистики. Журнал является одним из ключевых изданий французской славистики (публикуя, в частности, сообщения французской делегации на международном Конгрессе славистов), а также международным журналом, с которым сотрудничают известные слависты со всего мира. В нём публикуются статьи по литературоведению, лингвистике, истории, этнографии и истории искусства славянских стран, представляя обзор событий и личностей с различных ракурсов и точек зрения. Журнал регулярно публикует перечни новых книг и статей по славистике, выходящих во всем мире.

## История
Журнал «Revue des études slaves» был основан в 1921 году Антуаном Мейе, Полем Буайе и Андре Мазоном. Первым главным редактором был Андре Мазон, после него — Пьер Паскаль, а затем его ученик Жак Катто (достоевсковед). После смерти Жака Катто в 2013 году, главным редактором журнала стала Катрин Депретто (Catherine Depretto-Genty), известный специалист по русскому формализму и структурализму.
В 2013 году журнал был включён в библиографическую и реферативную базу данных Scopus.

## Индексация в библиографических базах данных
- Scopus